# Acide asiatique
L'acide asiatique est un triterpène pentacyclique également appelé acide 2α,3β,24-trihydroxy-urs-12(13)-én-28-oïque. Principe actif du Centella asiatica, il est utilisé dans le traitement des dermatoses diverses en accélérant la cicatrisation des plaies superficielles ainsi qu'en traitement d'appoint dans les plaies chirurgicales, les brûlures légères et les ulcères d'origine veineuse. Il fait partie des cicatrisants majeurs.